# Ono (Hyōgo)
Pour les articles homonymes, voir Ono.
Ono (小野市, Ono-shi) est une municipalité ayant le statut de ville dans la préfecture de Hyōgo, au Japon.

## Géographie

### Situation
Ono est située dans le sud de la préfecture de Hyōgo.

### Démographie
En avril 2023, la population d'Ono était de 47 354 habitants répartis sur une superficie de 92,94 km2.

### Hydrographie
La ville est traversée par le fleuve Kako.

## Histoire
Ono a reçu le statut de ville en 1954.

## Culture locale et patrimoine
- Jōdo-ji

## Transports
La ville est desservie par la ligne Kakogawa de la JR West, la Ao de la  Shintetsu et la ligne Hōjō de la Hōjō Railway.